# Asura unifascia
Asura unifascia är en fjärilsart som beskrevs av Rothschild 1913. Asura unifascia ingår i släktet Asura och familjen björnspinnare. Inga underarter finns listade i Catalogue of Life.